# NWA Canadian Heavyweight Championship (Vancouver version)
L'NWA Canadian Heavyweight Championship (Vancouver version) è stato il titolo titolo principale della federazione All Star Wrestling, territorio della National Wrestling Alliance (NWA) attivo nella zona di Vancouver.
Il titolo fu attivo dal 1982 al 1985, quando la federazione terminò l'affiliazione con la NWA.

## Storia
In Canada era promosso un generico Candian Heavyweight Championship fin dall'inizio del secolo, ma non essendo presente un organo a gestirlo questo è sempre stato considerato non ufficiale e diede vita a diverse ramificazioni regionali. 
La National Wrestling Alliance decise di riconoscere un titolo massimo solo a partire dal 1978, mentre il territorio della All Star Wrestling iniziò a promuovere una sua versione del titolo a partire dal maggio 1982, affermando che Silvano Sousa aveva sconfitto l'allora detentore della versione originale Angelo Mosca. Il titolo rimase attivo per circa tre anni fino al 1985, quando la ASW terminò la sua affiliazione con la NWA e successivamente si unì alla Universal Wrestling Alliance (UWA), iniziando a riconoscere come alloro massimo l'UWA Canadian Heavyweight Title.

## Albo d'oro
| Legenda  |                                                                               |
| -------- | ----------------------------------------------------------------------------- |
| #        | Indica il numero del regno titolato                                           |
| Regno    | Viene indicato il numero del regno del campione                               |
| Data     | La data in cui il titolo è stato vinto                                        |
| Località | Indica il luogo in cui il titolo è stato vinto                                |
| Note     | Indica notizie particolari riguardanti i cambi di titolo o altre informazioni |

| #  | Campione        | Regno | Data              | Giorni | Località                        | Evento     | Note | Fonti |
| -- | --------------- | ----- | ----------------- | ------ | ------------------------------- | ---------- | --- | ----- |
| 1  | Silvano Sousa   | 1     | maggio 1982       | --     | --                              | --         | La ASW iniziò a promuovere Sousa come vincitore di un incontro titolato contro Angelo Mosca, allora detentore della prima versione del NWA Canadian Heavyweight Championship, dando vita alla sua versione del titolo.                                                 |       |
| 2  | Al Tomko        | 1     | 31 maggio 1982    |        | Vancouver, Columbia Britannica  | House show | |       |
| 3  | Mr. Pro         | 1     | 20 settembre 1982 |        | Vancouver, Columbia Britannica  | House show | |       |
| 4  | Moose Morowski  | 1     | 15 novembre 1982  |        | Vancouver, Columbia Britannica  | House show | |       |
| 5  | Igor Volkoff    | 1     | 21 marzo 1983     | --     | Vancouver, Columbia Britannica  | House show | |       |
| 6  | Al Tomko        | 2     | maggio 1983       | --     | --                              | --         | Il titolo fu assegnato d'ufficio a Tomko in seguito ad un infortunio di Volkoff. |       |
| 7  | Moondog Moretti | 1     | 20 febbraio 1984  |        | --                              | House show | |       |
| 8  | Al Tomko        | 3     | 16 aprile 1984    |        | Vancouver, Columbia Britannica  | House show | |       |
| 9  | Wojo Yawrenko   | 1     | 16 maggio 1984    |        | Abbotsford, Columbia Britannica | House show | |       |
| 10 | Al Tomko        | 4     | 1984              | --     | --                              | --         | Il titolo fu assegnato d'ufficio a Tomko quando Yawrenko lasciò la federazione. |       |
| 11 | Sonny Myers     | 1     | 1 dicembre 1984   | --     | Vancouver, Columbia Britannica  | House show | |       |
| —  | Vacante         | —     | gennaio 1985      | —      | —                               | —          | Il titolo fu reso vacante in seguito ad un finale controverso di un incontro titolato contro Al Tomko. |       |
| 12 | Elton Stanton   | 1     | 19 gennaio 1985   | --     | --                              | House show | In un torneo per riassegnare il titolo vacante, sconfiggendo in finale Butch Moffat. |       |
| —  | Disattivato     | —     | luglio 1985       | —      | —                               | —          | Il titolo fu reso vacante in seguito alla sospensione di Stanton. Nell'ottobre 1985 la ASW terminò l'affiliazione con la NWA unendosi alla UWA e riconoscendo come titolo l'UWA Canadian Heavyweight Title, per cui questa versione del titolo non fu più riassegnata. |       |